# Echomimia
Echomimia - patologiczne naśladowanie mimiki oraz gestów ujrzanych u innych osób. Jest ono objawem niektórych zaburzeń psychicznych.